# 海口河 (南盘江)
海口河，位于中国云南省中部，是西江南盘江段右岸支流，主源螺蛳铺河发源于江川区雄关乡马鞍山西侧，向北流经星云湖和抚仙湖，于澄江县海口镇出抚仙湖沿澄江县和华宁县边界向东流入南盘江。全长66公里，流域面积1112.6平方公里。习惯所称的海口河是指由抚仙湖出口至南盘江河口的河段，河长16公里，区间集水面积60平方公里。